# 정요숙
정요숙(1971년 1월 18일 ~ )은 대한민국의 배우이다.

## 생애
작가 정하연의 딸이다. 1987년 뮤지컬 배우로 데뷔하였고, 1988년 KBS 드라마에 첫 출연하였으며, 1991년 SBS 서울방송 공채 1기 탤런트로 선발되었다. 1993년에는 연극에도 출연하였다.

## 출연작

### 뮤지컬
- 1987년 《지붕 위의 바이올린》 ... (단역)
- 1994년 《아가씨와 건달들》 ... 미스 애들레이드 역(여자 주연)

### 연극
- 아메리카 꿈나무

- 《욕망의 바다
- 《무인시대》 KBS
- 《명동백작》 EBS
- 《대추나무 사랑 걸렸네》 KBS
- 《인수대비》 JTBC

### 라디오 프로그램
- 2015년 EBS FM 《EBS 책 읽는 라디오 낭독 시리즈》